# Manuel Gadea
Manuel Roberto Gadea (Montevideo, 2 gennaio 1942) è un ex cestista uruguaiano.

## Carriera
Con l'Uruguay ha disputato due edizioni dei Giochi olimpici (Roma 1960, Tokyo 1964) e tre dei Campionati mondiali (1963, 1967, 1970).